# 服务器机房

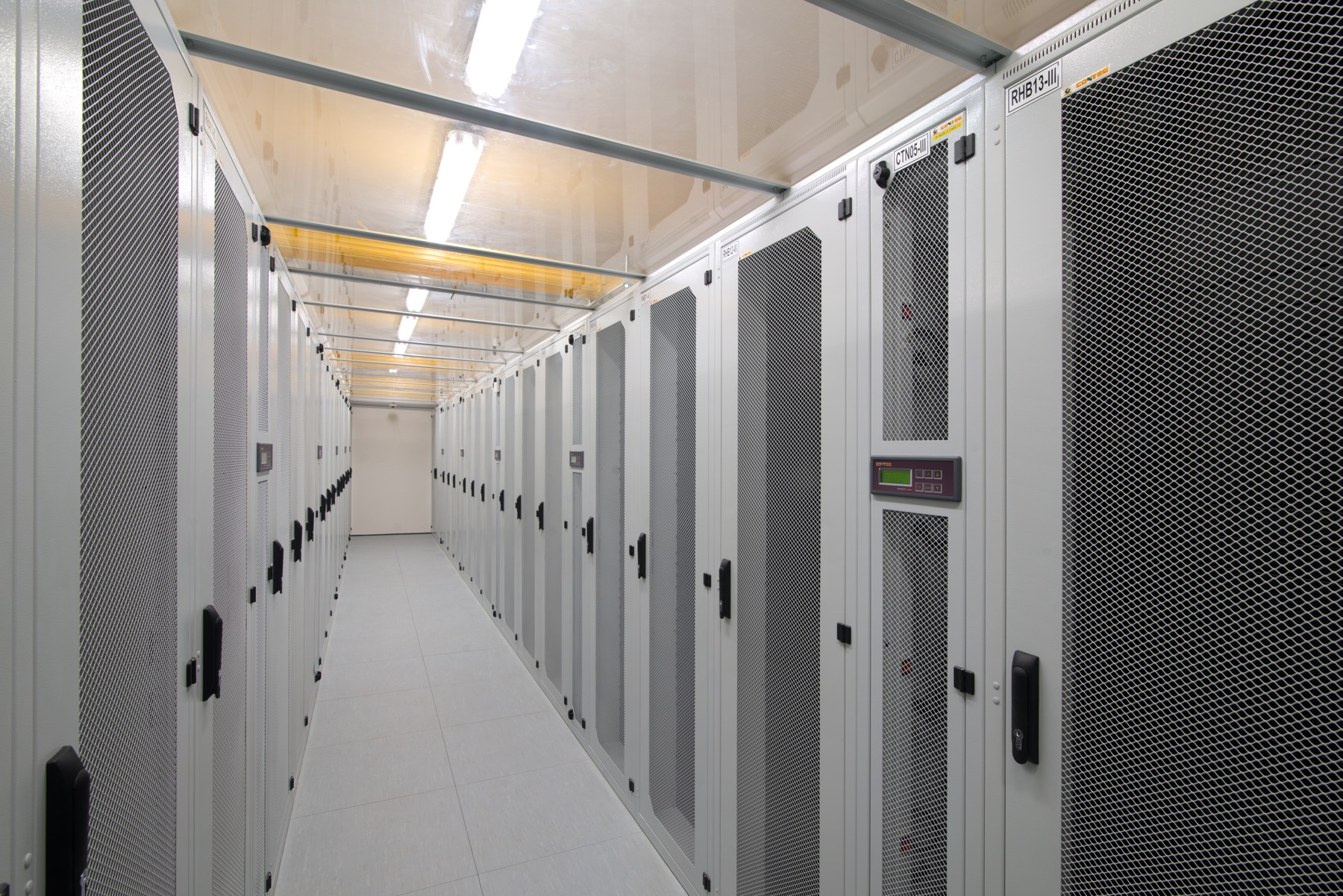
捷克皮塞克的一个服务器机房。

服务器机房（英語：server room）是为计算机服务器持续运行而设计的房间，通常装有空氣調節。专供此目的的建筑物或站点被称为数据中心。
服务器机房中的计算机通常使用无头计算机，通过如KVM切换器(多電腦切換器，KVM switch)或Secure Shell（SSH）、VNC、远程桌面等远程管理软件来远程操作。
气候是影响服务器机房能源消耗与环境影响的重要因素之一。气候有利于降温、有大量可再生电力的地区能降低机房带来的环境影响。有此条件的国家、地区有利于吸引企业在当地建设服务器机房。

## 设计要点
建设一个服务器或计算机机房需要关注下列要点：

### 位置
在考虑房间内布局前，服务器机房的位置是首要考虑因素。大多数设计师认为，服务器机房一般不应建设在有墙壁为建筑物外墙的地方。因为外墙可能比较潮湿，并可能内含可能发生爆裂或渗漏的水管。避免通向外界的窗户也能避免安全和运行环境风险。如果集中式的服务器机房不可行，则逐层的服务器机柜也是可考虑的方案。
除了外墙风险，设计师也要评估机房附近的任何潜在干扰源，例如无线电发射机、发电厂、电梯房等电气干扰。
其他设计时要考虑因素包括：房间大小，门的尺寸和入口坡道（用于设备进出），线缆管理、物理安全和出入管理。

### 空调
電腦运行时会产生热量，并且对热量、湿度和灰尘很敏感，但还需要很高的弹性和故障转移要求。在严格的公差范围内保持稳定的温度和湿度对IT系统可靠性至关重要。机房室温适宜在18-27°C（64-80°F）之间，湿度在40%-60% rH之间。

#### 热通道 / 冷通道

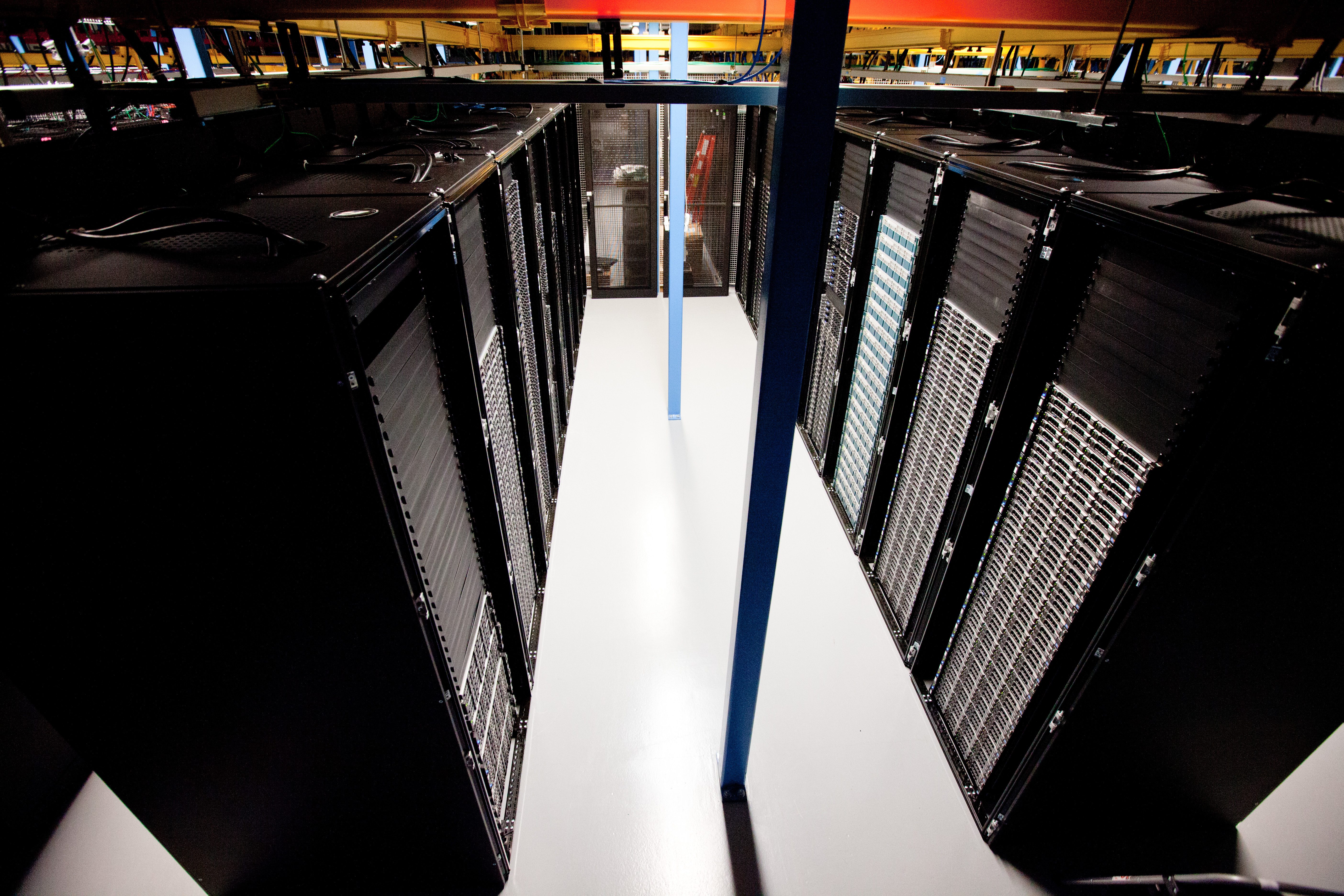
维基百科的服务器